# Parafia św. Maksymiliana Marii Kolbego w Łodzi
Parafia pw. Świętego Maksymiliana Marii Kolbego w Łodzi – parafia rzymskokatolicka znajdująca się w archidiecezji łódzkiej w dekanacie Łódź-Chojny-Dąbrowa. 

## Historia parafii
Erygowana 12 czerwwca 1981 przez bp. Józefa Rozwadowskiego. Początki parafii były bardzo trudne. Same starania o pozwolenie na budowę kościoła, które zainicjował ks. bp Michał Klepacz trwały 27 lat. Następnie z wielkim trudem zaczęło się przygotowanie do budowy świątyni i powstania parafii. Posługę w parafii pełni Zakon Braci Mniejszych Konwentualnych.
Parafia mieści się przy zbiegu ulic: Broniewskiego, Felińskiego, Zapolskiej i ulicy Tatrzańskiej. 
Kościół parafialny został wybudowany w latach 1983–2000, według projektu arch. Witolda Milla. 

## Proboszczowie
- o. Ludwik Bartoszak (1981–1989)
- o. Feliks Mechecki (1989–2000)
- o. Marek Iwański (2000–2004)
- o. Sławomir Denderski (2004–2008)
- o. Mariusz Słowik (2008–2020)
- o. Sebastian Bielski (2020–2024)
- o. Mariusz Słowik (ponownie, od 2024)[1]